# Еґбека
Еґбека (д/н — бл. 1397) — 9-й оба (володар) держави Убіні в 1366—1397 роках.

## Життєпис
Старший син оби Огена. Після загибелі останнього 1366 року обирається новим володарем. Протягом усього панування боровся із знатю, що намагалася відновити своє становище, втрачене за оби Еведо. За час правління частина населення з невідомих причин мігрувало до гирла річки Нігер. Помер у 1397 року, після чого почалася боротьба за владу між його братами, в якій переміг Оробіру.